# Polstermarter

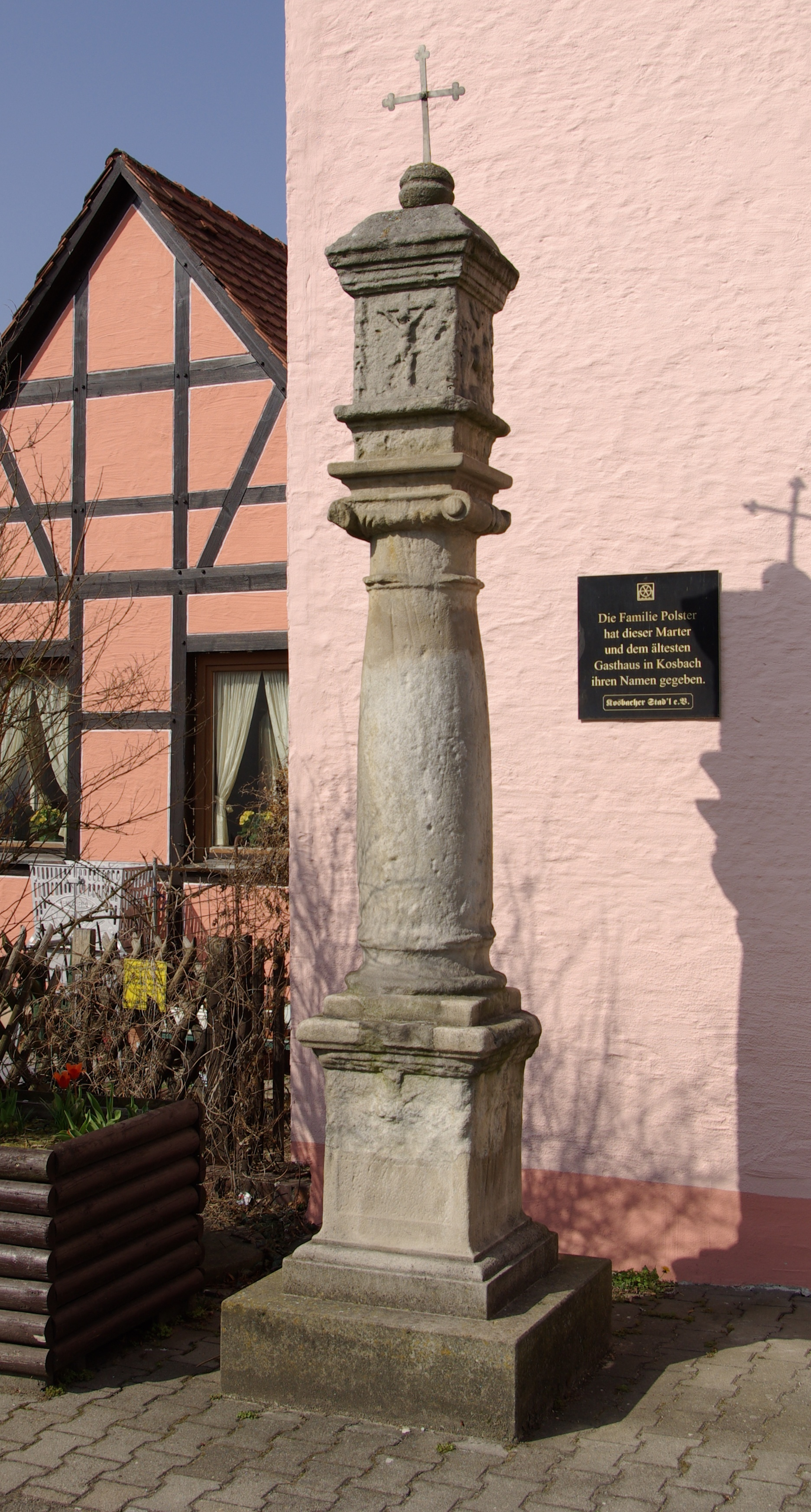
Die Polstermarter, 2011

Die Polstermarter im Erlanger Ortsteil Kosbach ist ein historischer Bildstock. Das Bayerische Landesamt für Denkmalpflege verzeichnet sie unter der Denkmalnummer D-5-62-000-1001.

## Standort
Die Polstermarter befindet sich direkt vor dem Anwesen Am Deckersweiher 26, dem namensgebenden Gasthaus Polster.

## Beschreibung
Die Polstermarter wurde aus grauem und mittelgrobem Rhätsandstein gefertigt. Sie verfügt über einfache Voluten, flache Nischen und einen Kugelaufsatz mit einem eisernen Kreuz. Der Sockel zeigt stark verwitterte Reliefs, die nicht mehr zu deuten sind. Die vier Darstellungen in der Ädikula zeigen ein Kruzifix, die Dreifaltigkeit, St. Georg ohne Pferd sowie die Himmelfahrt Christi.

## Geschichte
Über den Grund der Aufstellung des vermutlich aus dem 17. oder 18. Jahrhundert stammenden Bildstocks ist nichts überliefert. In den Jahren 2001 bis 2003 wurden auf Initiative des Heimat- und Geschichtsvereins Erlangen (Arbeitskreis Kosbach) und des Vereins Kosbacher Stad’l mehrere Bildstöcke der Umgebung renoviert, darunter auch die Polstermarter. Diese war von Algen befallen und eindringendes Wasser ließ Frostsprengungen befürchten. Man ergänzte sie um einen neuen Sockel und ersetzte schadhaftes Material. Außerdem wurde auf die Ädikula eine neue Kugel mit Kreuz gesetzt.